# Аквамарин
Аквамарин (лат. aqua marinā, морска вода) је транспарентни драги камен, који је један од варијетета берила. Има плаву или тиркизну боју и личи на боју мора. Аквамарин је берил са хексагоналном кристалном структуром и хемијском формулом Be3Al2Si6O18, тј. берилијум алумијиум силикатни минерал. Има специфичну тежину 2,68 до 2,74, а тврдоћу 7,5 до 8 по Мосовој скали. Индекс преламања је 1,57 до 1,58.

## Налазишта
Налази се на већини локалитета, где се налази и обични берил, а најквалитетнији долазе из Русије. Варијетет берила јасно жуте боје, какав се налази у Бразилу назива се и хризотил.
У САД аквамарин се може наћи у средишњем Колораду. У Бразилу постоје рудници аквамарина у Минас Жераису и Есприто Санту. Други значајни произвођачи су:
- Замбија,
- Шри Ланка,
- Мадагаскар,
- Малави,
- Танзанија,
- Кенија.

## Боја и највећи аквамарин
Има плаву или тиркизну боју и личи на боју мора.
Сличан је смарагду. Боје варирају, тако да се жути берил назива хелидор, ружичасти морганит, а бели гошенит.
Већина данашњих аквамарина се загрева да би се добила боља плава боја. Што је плава боја тамнија аквамарин се сматра вреднијим.
Највећи аквамарин је нађен 1910. у Марамбаји у Минас Жераису у Бразилу. Тежио је 110 килограма, а био је 48,5 cm дугачак и 42 cm у дијаметру (пречнику).

## Културно, историјска и митска употреба
- аквамарин се повезује са мартом
- у средњем веку се веровала да аквамарин може имати магичан ефект у спречавању тровања
- древни морнари су путовали са кристалима аквамарина и веровали су да им осигуравају сигуран пролаз. Често су спавали са каменом испод јастука, да би осигурали чврст сан. Веровали су да је доњи део тела сирена грађен од аквамарина.

## Галерија
- Три варијетета берила, аквамарин је у центру
- Златни берил
- Црвени берил